# Вознивцы
Вознивцы (укр. Вознівці) — село на Украине, находится в Жмеринском районе Винницкой области.
Код КОАТУУ — 0521086309. Население по переписи 2001 года составляет 328 человек. Почтовый индекс — 23161. Телефонный код — 4332.
Занимает площадь 1,118 км².
В селе действует храм Покрова Пресвятой Богородицы Жмеринского благочиния Винницкой епархии Украинской православной церкви.

## Известные уроженцы
- Грабчак, Андрей Михайлович — Герой Советского Союза.

## Адрес местного совета
23161, Винницкая обл., Жмеринский р-н, с. Тарасовка, ул. Шевченко, 17; тел. 3-12-31.